# BNDeNA
- バンダイナムコホールディングス > バンダイナムコゲームス > BNDeNA
- ディー・エヌ・エー > BNDeNA

株式会社BNDeNA（ビー・エヌ・ディー・エヌ・エー、英: BNDeNA inc.）は、かつて存在した日本のコンテンツ制作会社。株式会社バンダイナムコゲームスの連結子会社であった。

## 略歴
2011年10月3日、バンダイナムコゲームスとディー・エヌ・エーが共同で「株式会社BDNA」（ビー・ディー・エヌ・エー）として設立。2012年3月27日に社名を変更した。
2014年3月末をもって解散。なお、BNDeNA解散後も両社の提携関係は継続するものとしている。